# Glaubensbekenntnis
Ein Glaubensbekenntnis ist in einer Religion ein öffentlicher Ausdruck des persönlichen und kollektiven Glaubens, zu dem der oder die Sprecher sich bekennen.
Ein Glaubensbekenntnis hat verschiedene Funktionen:
- Es ist Anerkennung und Ausdruck der Gemeinschaft, die durch diesen Glauben gegeben ist (z. B. beim gemeinsamen Rezitieren im Rahmen eines Gottesdienstes).
- Es fasst die wesentlichen Punkte ihrer Glaubenslehre zusammen.
- Es enthält eine Selbstverpflichtung, nach diesem Glauben zu leben (z. B. bei der Ordination eines kirchlichen Amtsträgers).
- Es markiert die zentralen Glaubensinhalte, die eine Religion oder Überzeugung gegen andere Religionen oder Konfessionen abgrenzen.
- Es gibt die Richtung an, in der diese Glaubensinhalte, oft in Heiligen Schriften dargelegt, verstanden werden (sollen).
- Es kann in bestimmten Kampfsituationen zum Ausdruck der ultimativen Entscheidung für den eigenen, gegen den Glauben anderer werden.

Glaubensbekenntnis ist eine Übersetzung des Wortes „Konfession“ des evangelischen Kirchenlieddichters Philipp von Zesen.

## Judentum
Das ausdrückliche Bekennen des eigenen Glaubens vor Gott und der volkhaften Gemeinde ist im Judentum seit seinen Anfängen zentral. Ein altes biblisches Credo der Israeliten lautet:

„Ein umherziehender Aramäer war mein Vater; er zog nach Ägypten hinab und hielt sich dort als Fremdling mit wenigen Angehörigen auf; aber er wurde dort zu einem großen, starken und zahlreichen Volk. Doch die Ägypter misshandelten uns; sie quälten uns und legten uns harten Frondienst auf. Da schrieen wir zu JHWH, dem Gott unserer Väter. JHWH erhörte unser Rufen und sah unsere Qual, unsere Mühsal und Bedrängnis. Und JHWH führte uns heraus mit starker Hand und ausgestrecktem Arm, mit großen, furchterregenden Taten, mit Zeichen und Wundern. Er brachte uns an diesen Ort und gab uns dieses Land; ein Land, das von Milch und Honig überfließt.“ (Deuteronomium 26,5–9 )“

Das Bekenntnis zu den befreienden Geschichtstaten Gottes wurde zum gemeinsamen Glauben Israels, der die Zwölf Stämme Israels zum erwählten Volk Gottes einte, das nur einen Gott kannte und verehrte (Jos 24,18 ). Ein Großteil der biblischen Geschichtsüberlieferung hat daher Bekenntnischarakter und enthält Credo-artige Texte.
Das „Schma Jisrael“ (Höre, Israel) wurde zum wichtigsten Glaubensbekenntnis dieses Volkes, das seine Existenz den Befreiungstaten JHWHs in der Geschichte verdankt:

„Höre, Israel, der Herr ist unser Gott, der Herr allein! Und Du sollst den Herrn, deinen Gott, lieben von ganzem Herzen, von ganzer Seele und mit all Deiner Kraft.“ (Deuteronomium 6,4–5 )“

Dieses Bekenntnis enthält als Anrede an die versammelte Gemeinde zuerst die Zusage des Bundes Gottes mit seinem Volk: „JHWH ist unser Gott!“, sodann das alle Volksangehörigen beschlagnehmende Gebot: „Und Du sollst…“ Damit antwortet das Bekenntnis auf das erste der Zehn Gebote, das lautet:

„Ich bin JHWH, Dein Gott, der Dich aus Ägypten, aus der Sklaverei geführt hat. Du sollst keine anderen Götter neben mir haben.“ (Ex 20,2–3  und Dtn 5,6–7 )“

Diese besondere, gemeinschaftliche und konzentrierte Antwort des Glaubens auf den einzigen Gott, der sich seinem Volk offenbart, hat das Judentum an das Christentum und den Islam „vererbt“.

## Christentum

### Neues Testament
Im Neuen Testament zitiert Jesus Christus das israelitische Schma Jisrael als sein eigenes Credo, und zwar bereits in der Gestalt, in der es im Judentum bis heute gebetet wird: indem er dem ersten Gebot der Gottesliebe das Gebot der Nächstenliebe gleichrangig zur Seite stellt (Mk 12,29–31 ). Damit ist der Gott Israels auch für alle Christen der einzige Gott, den sie mit aller Kraft zu lieben haben wie sich selbst. Bekennen, Beten und Nachfolgen sind im christlichen wie im jüdischen Glauben eins.
Das urchristliche Bekenntnis wird ebenfalls als Rückblick auf Gottes rettende Taten und als Lobpreis seines Handelns verkündet:

„Diesen Jesus hat Gott auferweckt, dafür sind wir alle Zeugen. […] Mit Gewissheit erkenne also das ganze Haus Israel: Gott hat ihn zum Herrn und Christus gemacht, diesen Jesus, den ihr gekreuzigt habt.“

Eines der ältesten christlichen Glaubensbekenntnisse findet sich bei Paulus in 1 Kor 15,3ff :

„Denn vor allem habe ich euch überliefert, was auch ich empfangen habe: Christus ist für unsere Sünden gestorben, gemäß der Schrift, und ist begraben worden. Er ist am dritten Tag auferweckt worden, gemäß der Schrift, und erschien dem Kephas, dann den Zwölf.“

### Altkirchliche Bekenntnisse
Schon aus dem zweiten Jahrhundert sind Taufbekenntnisse bekannt. Aus diesen entwickelten sich in der westlichen Tradition das altrömische und das Apostolische Glaubensbekenntnis in lateinischer Sprache, in der östlichen Tradition verschiedene griechischsprachige Varianten, aus denen dann 325 das Nizänisches Glaubensbekenntnis und 381 das Nicäno-Konstantinopolitanum hervorgingen.
Das Nicäno-Konstantinopolitanum wird von praktisch allen christlichen Traditionen als verbindliches Credo akzeptiert, das apostolische Glaubensbekenntnis von praktisch allen westlichen Traditionen.
Ein weiteres in den westlichen Kirchen weit verbreitetes Bekenntnis ist das Athanasianische Glaubensbekenntnis, das heute z. B. in der Evangelischen Kirche im Rheinland neben Apostolicum und Nicaeno-Constantinopolitanum zu den drei grundlegenden Bekenntnissen gehört.

### Konfessionelle Bekenntnisschriften und Katechismen
Neben den Glaubensbekenntnissen für den gottesdienstlichen Gebrauch gibt es noch Bekenntnisse verschiedener Konfessionen, die eher in Form dogmatischer Lehrsätze gefasst und überliefert sind, wie die Confessio Augustana und das Konkordienbuch der Evangelisch-Lutherischen Kirchen, das Zweite Helvetische Bekenntnis und den Heidelberger Katechismus der Reformierten Kirchen, das katholische Trienter Glaubensbekenntnis, die Bekenntnisse der Täufer, das Dordrechter Bekenntnis der Mennoniten, der Rakauer Katechismus der Unitarier, die Bekenntnisschrift Barmer Theologische Erklärung der Bekennenden Kirche, die Westminster Confession puritanischer Gemeinschaften, die Rechenschaft vom Glauben des Bundes Evangelisch-Freikirchlicher Gemeinden in Deutschland, das Glaubensbekenntnis der Baptisten von Johann Ludwig Hinrichs 1840 (siehe Abbildung) und das Neuapostolische Glaubensbekenntnis. Ein römisch-katholisches Glaubensbekenntnis mit vergleichsweise niedriggehängtem dogmatischen Anspruch ist das Credo des Gottesvolkes von Papst Paul VI.
Nach lutherischem Verständnis werden Glaubensbekenntnisse als Richtlinien des Glaubens (norma normata) verstanden: Sie sind zwar verbindlich, sind aber selbst durch etwas anderes normiert, nämlich durch die Bibel als norma normans (= normierende Norm). Sie können sich also nur dadurch legitimieren, dass sie von der Eigenverkündigung der Bibel gedeckt sind und diese bewahren. Reformierte Bekenntnisse können ihren evtl. normativen Charakter demgegenüber auch wieder verlieren. In vielen Freikirchen werden Bekenntnisse nicht als „Norm“ aufgefasst, sondern als aktuell gültiger Ausdruck des Glaubens. Eine Relevanz für Lehrentscheidungen kann ihnen mit einer solchen Bestimmung kaum zukommen.

## Islam
Neben der Schahāda, dem Bekenntnis zur Einheit Gottes und dem Gottesgesandtentum Mohammeds, gibt es noch verschiedene ausführlichere Glaubensbekenntnisse, die ʿAqīda genannt werden.